# Гисбрехтс, Корнелис Норбертус
Корнелис Норбертус Гисбрехтс, также Гийсбрехтс, Гейсбрехтс (нидерл. Cornelis Norbertus Gysbrechts, вариант написания Gijsbrechts; около 1640, Антверпен — после 1675 г.) — фламандский живописец, работавший преимущественно в жанре натюрморта.

## Биография
О жизни художника сохранилось мало сведений. Гисбрехтс родился в Антверпене предположительно около 1640 года. Первые сохранившиеся работы художника датированы 1657 годом. Около 1660 года Гисбрехтс был зачислен в антверпенскую гильдию живописцев Святого Луки. Вероятно, там же он и обучался живописи.
В 1664 году работал в Регенсбурге, с 1665 по 1668 год — в Гамбурге. С 1668 по 1672 год жил в Копенгагене, будучи придворным художником королей Дании Фредерика III и Кристиана V. Именно этот период стал для него наиболее плодотворным.
В последующие годы много путешествовал, работал в Стокгольме, Бреслау, и, вероятно, в Брюгге. Умер около 1675 года (место смерти неизвестно).

## Творчество
Корнелиус Норбертус Гисбрехтс известен в первую очередь как мастер натюрморта, хотя он рисовал также портреты и жанровые сцены. Его кисти принадлежит значительное количество натюрмортов типа «суета сует», в которых присутствуют типичные для этого жанра атрибуты — череп, песочные часы, свеча, мыльный пузырь и т. д. — призванные напоминать о бренности всего сущего и скоротечности земной жизни. Однако наибольшую известность Гисбрехтсу принесла другая разновидность натюрморта — так называемая «обманка». В XVII веке многие нидерландские художники увлекались иллюзионистским натюрмортом, стремясь изобразить реальность столь достоверно, чтобы нарисованное казалось настоящим. Возможно, на Гисбрехта повлияло творчество другого мастера обманки — Самюэла ван Хогстратена.

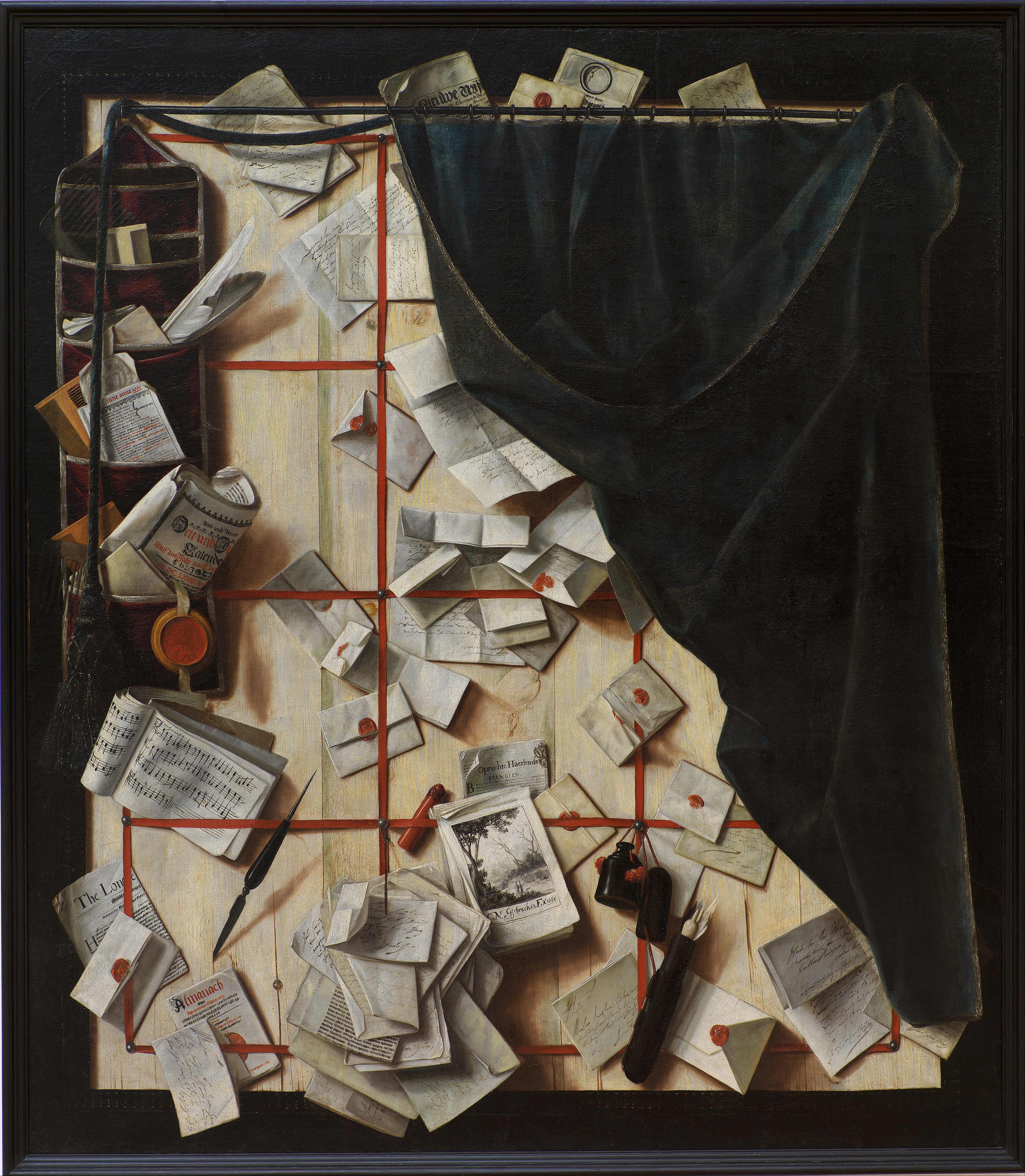
Обманка с письмами и нотной тетрадью. 1668

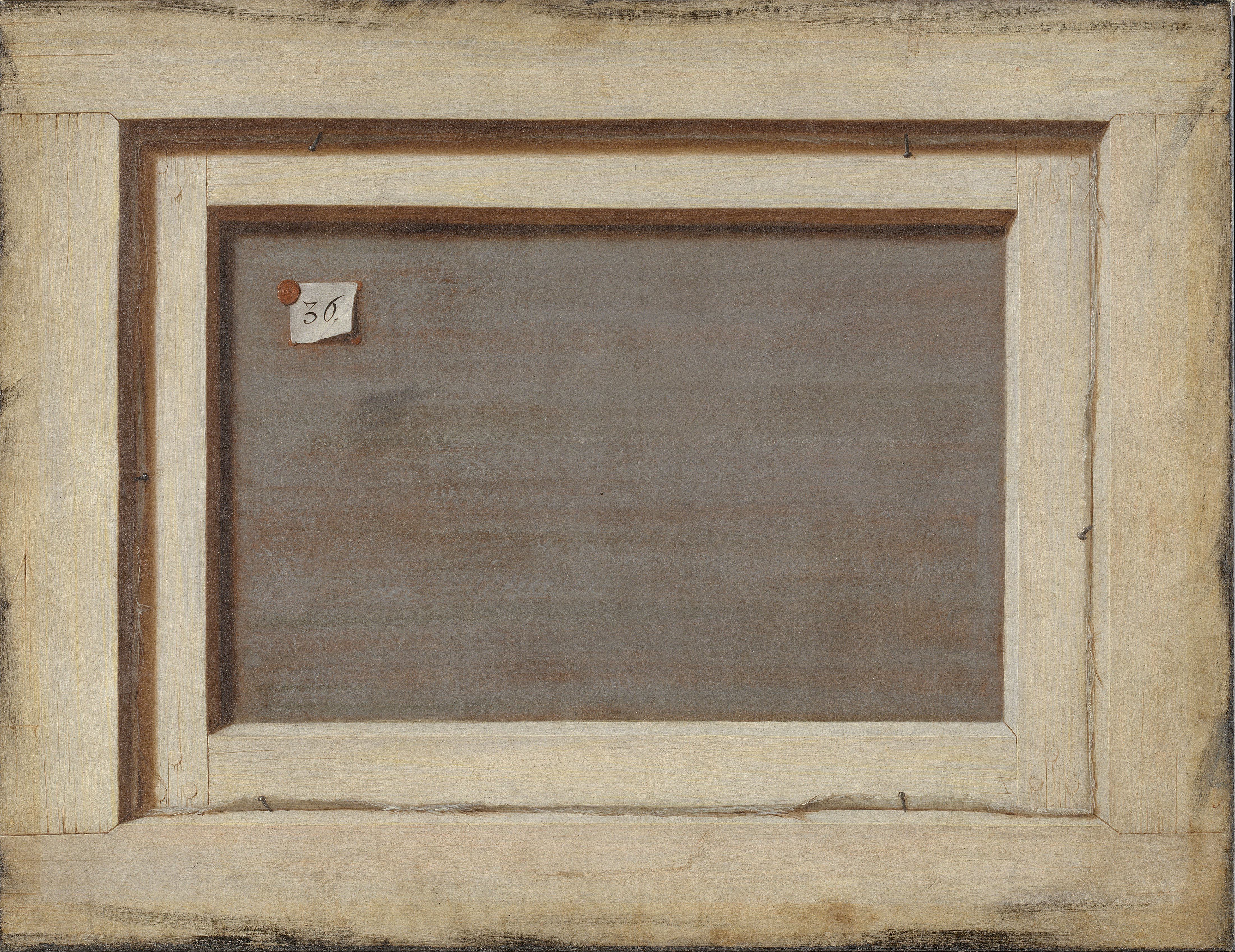
Оборотная сторона картины в раме. 1668—1672

В своих обманках Гисбрехт (как и ряд других нидерландских художников того времени) любил изображать письменные принадлежности, в частности, деревянные планшеты с прикреплёнными к ним письмами. На подобных планшетах или же на дверцах шкафчиков могли находиться не только письма, но и другие предметы, удерживаемые красными вертикальными и горизонтальными лентами. Все эти предметы, а также прикрывающие их занавески, изображались художником с исключительным мастерством, создавая иллюзию реальности. Кроме того, Гисбрехт часто изображал приоткрытые застеклённые дверцы шкафчиков, сквозь которые можно было «заглянуть» внутрь и рассмотреть содержимое. Дополнительную правдоподобность придавали тщательно прорисованные детали, такие как, например, замок и торчащий из него ключ.
Настоящей «визитной карточкой» Гисбрехтса стала ещё одна разновидность обманки — изображение оборотной стороны картины. Зрителю, смотрящему на холст, должно было казаться, что он видит не лицевую сторону, а реверс. Гисбрехтс не скупился на убедительные подробности: неровности и трещинки в древесине, написанный на бумажке и приклеенный красной сургучной печатью инвентарный номер, случайные мазки краски, попавшие на оборотную сторону, когда якобы красили раму несуществующей картины, края холста, удерживаемые крошечными гвоздиками, и т. д..
Эта работа, созданная около 1670 года, была приобретена Фредериком III для Королевской кунсткамеры. Она должна была не висеть, а стоять прислонённой к стене, чтобы посетителям захотелось перевернуть её. В этом же году король скончался, и на престол взошёл его сын Кристиан. Вкусы последнего были не столь утончёнными, как у его отца: он увлекался преимущественно охотой. Поэтому для него Гисбрехтс создал серию обманок, изображавших охотничье снаряжение и мёртвую дичь. По всей видимости, они предназначались для королевской резиденции, Розенборгского замка, где должны были висеть под определённым углом при тусклом освещении, дабы вводить в заблуждение ни о чём не подозревающих гостей.
Элементы обманки Гисбрехтс добавлял и в натюрморты-ванитас. Так, в известной работе 1668 года он нарисовал отклеившийся от подрамника и отогнувшийся угол холста. Это означало, что даже искусство, способное, казалось бы, остановить время, на самом деле хрупко, уязвимо и не вечно.
Некоторые исследователи считают Гисбрехтса родоначальником жанра фигур-обманок. Под влиянием мастера находился французский художник Жан-Франсуа де Ле Мотт. 

## Галерея

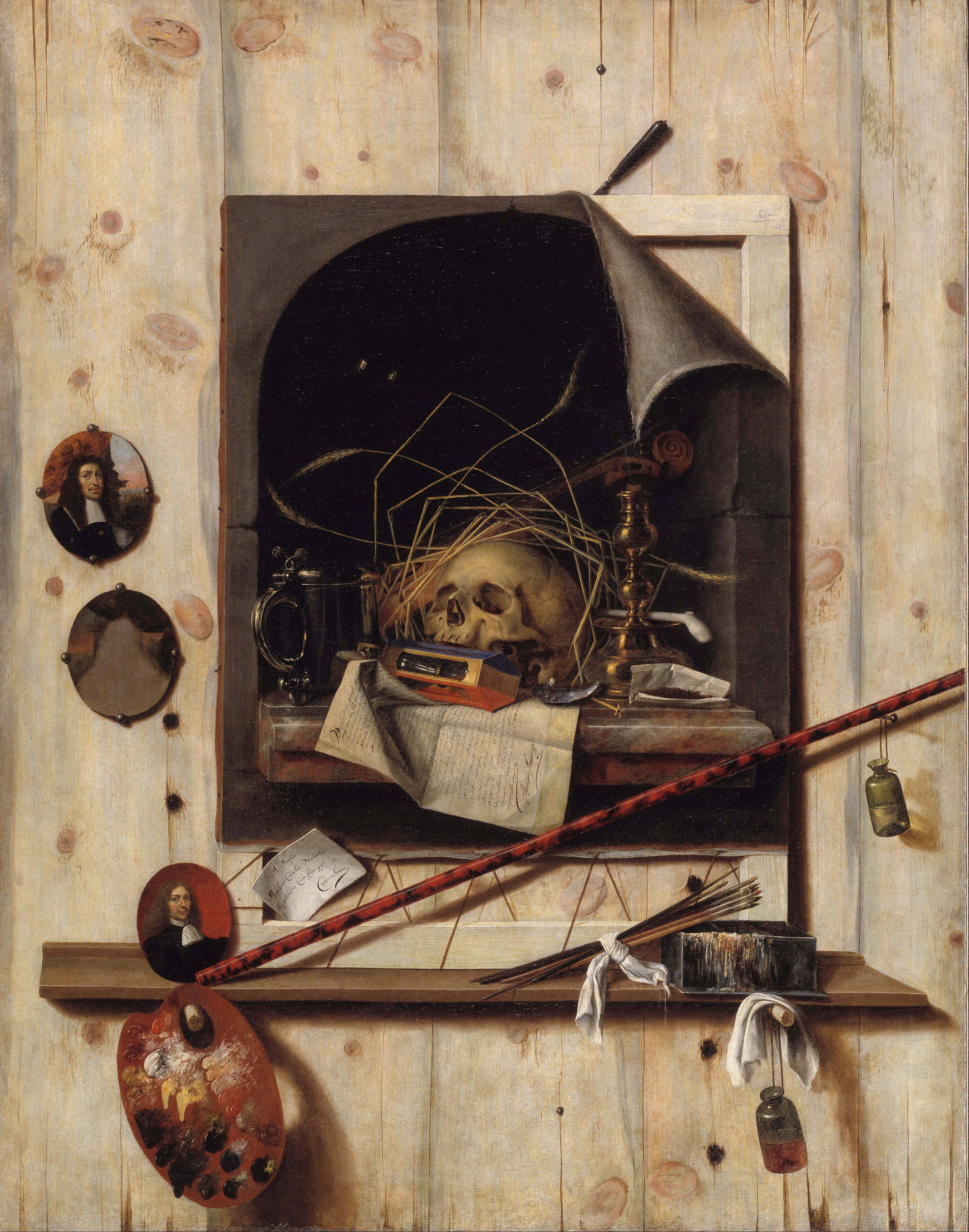
Стена мастерской с натюрмортом на тему «vanitas». 1668
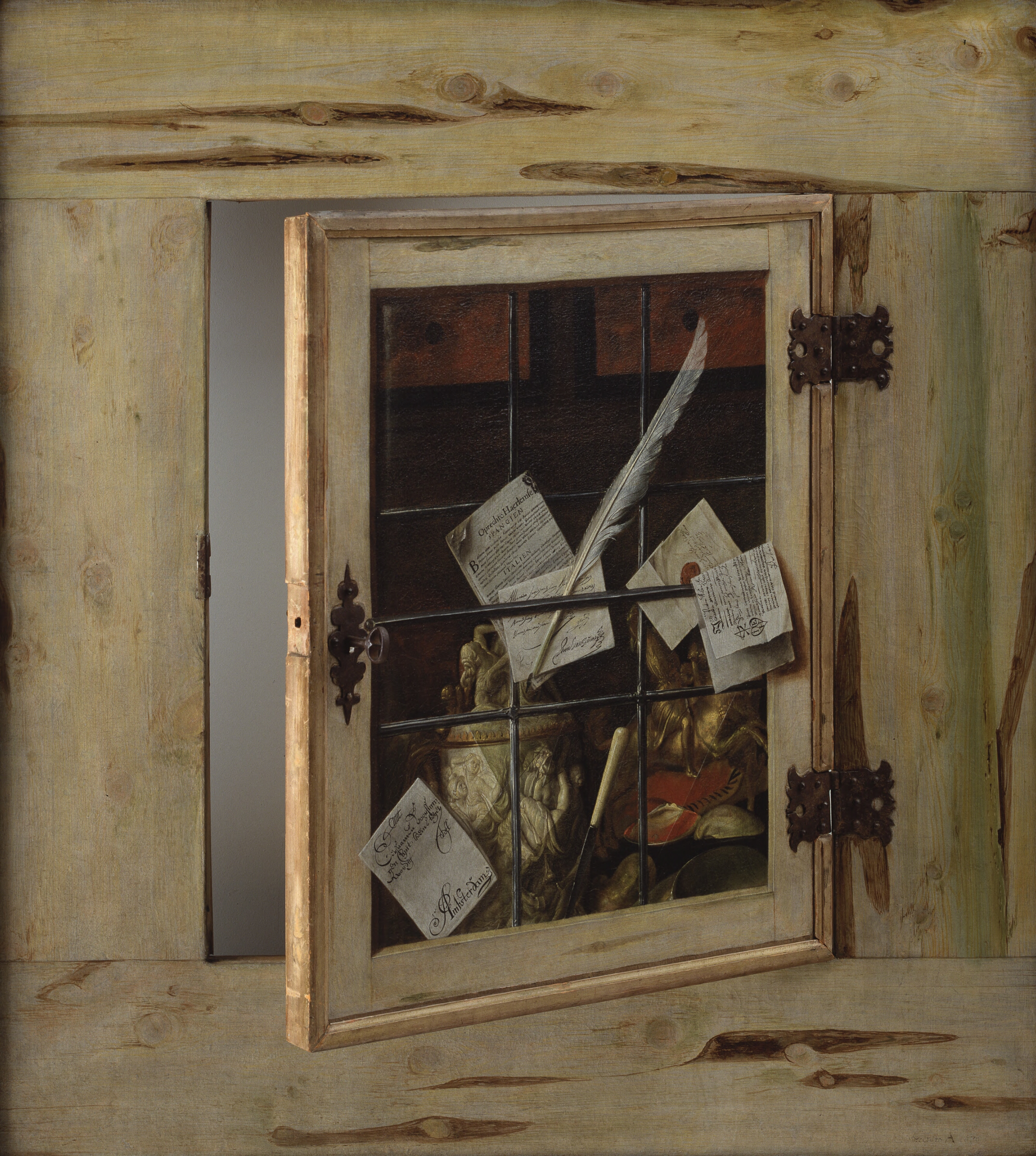
Шкафчик с сосудом из слоновой кости и другими произведениями искусства. 1670
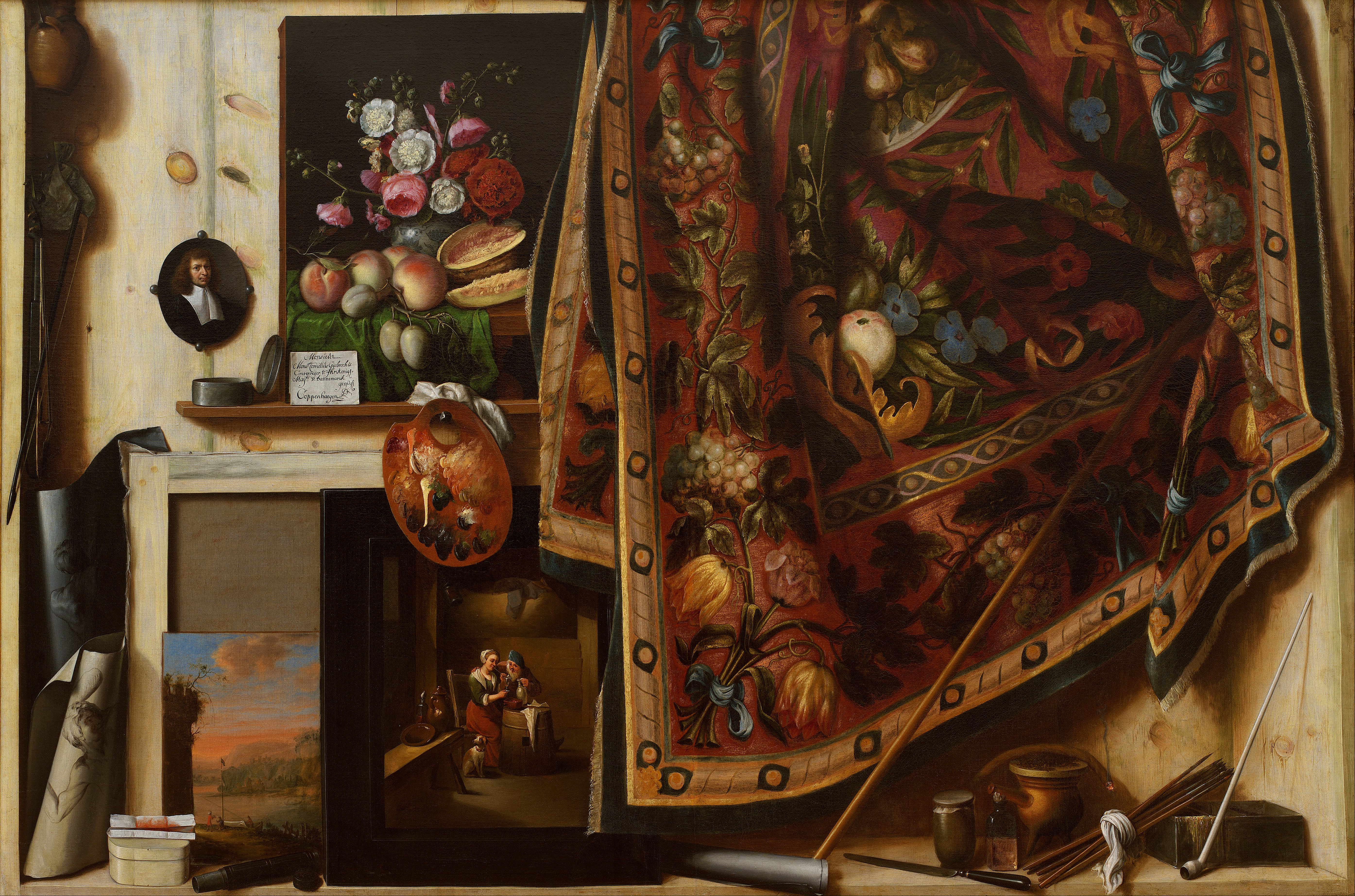
Кабинет в мастерской художника. 1670-71
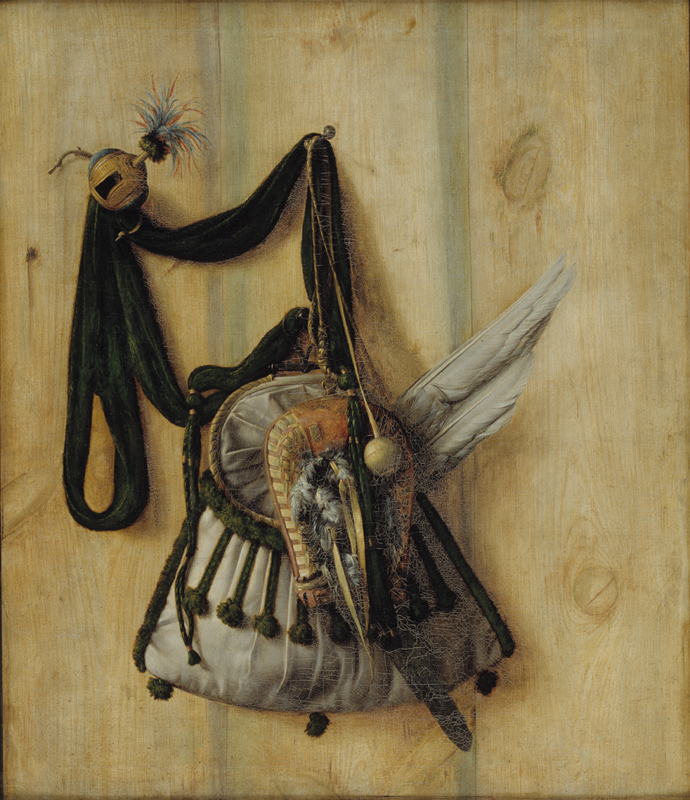
Обманка со снаряжением для соколиной охоты. 1671
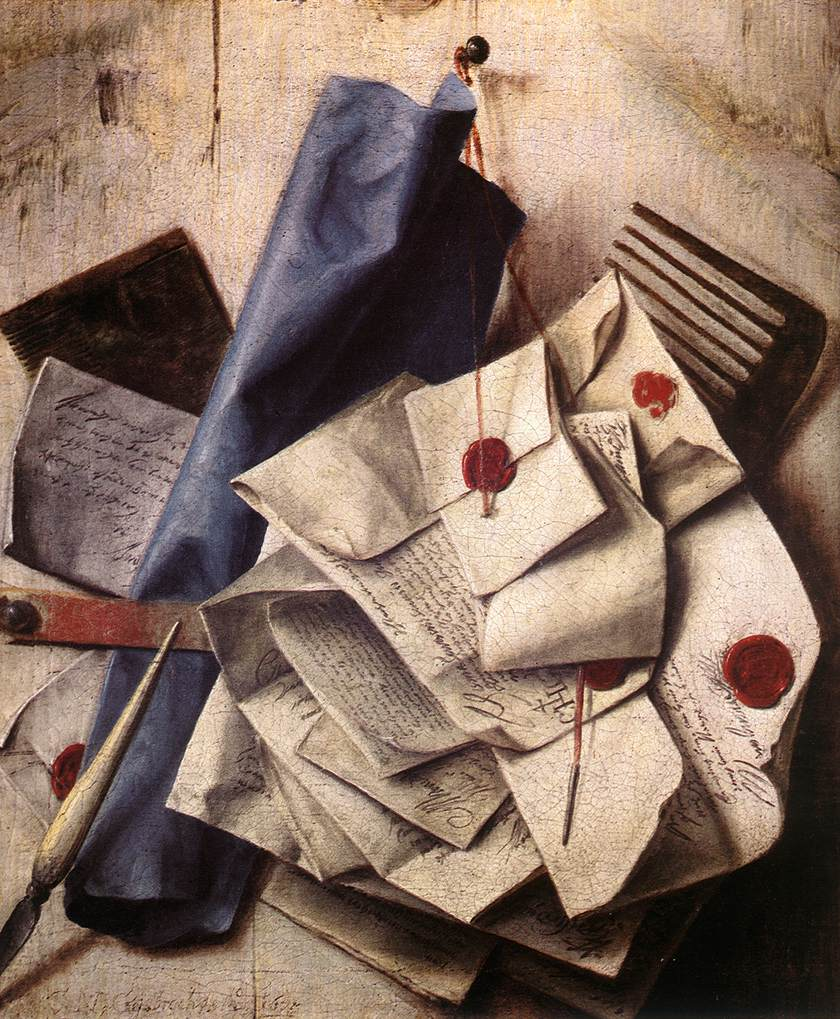
Кводлибет. 1675